# قراطي
قراطي قرية سورية تتبع ناحية مركز معرة النعمان في منطقة معرة النعمان في محافظة إدلب. بلغ عدد سكانها 567 نسمة في عام 2004 حسب إحصاء المكتب المركزي للإحصاء.